# Zach Callison
Zachary Callison (sinh ngày 23 tháng 10 năm 1997) là một diễn viên, diễn viên lồng tiếng và ca sĩ người Mỹ. Anh được biết đến như là người lồng tiếng cho nhân vật chính của Steven Universe, Steven Universe: The Movie và Steven Universe Future.

## Sự nghiệp
Callison được biết đến nhiều nhất với việc lồng tiếng cho nhân vật chính của Steven Universe. Anh cũng được biết đến với vai trò trong các chương trình của Disney, bao gồm Hoàng tử James trong Sofia the First, Billy trong I'm in the Band và các vai lồng tiếng tỏng Kinect Disneyland Adventures, King Tut trong Mr. Peabody & Sherman, Young Jiro trong The Wind Rises, và Billy Batson trong phim Superman/Shazam!: The Return of Black Adam (2010) và Justice League: War (2014).
Vào tháng 1 năm 2018, Callison đã phát hành đĩa đơn đầu tay của mình, "War!", Tiếp theo là các đĩa đơn "Curtain Call" và "She Don't Know". Vào ngày 3 tháng 8 năm 2018, anh đã phát hành EP đầu tay, A Picture Perfect Hollywood Heartbreak. EP này là một album khái niệm về cuộc sống của người nổi tiếng và bệnh tâm thần xoay quanh cuộc chia tay của nhân vật chính với một người phụ nữ bí ẩn tên Juanita, cũng như suy nghĩ của anh ta về tự tử và lạm dụng chất gây nghiện. Callison mô tả chi tiết cảm hứng của mình đằng sau album, nói rằng "Đó cũng là một bình luận về rất nhiều diễn viên và nghệ sĩ trẻ đã thua trận, có rất nhiều người 20 và 21 tuổi chết trong ngành công nghiệp năm nay, một số người mà tôi biết hoặc ngưỡng mộ. Tôi không biết làm thế nào chúng ta khắc phục vấn đề, nhưng tôi cần nói điều gì đó. " 

## Đời tư
Zach Callison có thể nói tiếng Ý. Anh ấy cũng là một ca sĩ và có thể chơi piano. Callison là một đại diện thanh niên của Hiệp hội bảo tồn người chăn cừu biển.